# IAR 95
Lo IAR 95 "Spey" era un aereo da caccia multiruolo monomotore  a getto concepito in collaborazione dalle aziende rumena Avioane Craiova SA e Industria Aeronautică Română (IAR) negli anni settanta e rimasto allo stadio progettuale.

## Utilizzatori
Romania
- Forţele Aeriene ale Republicii Socialiste Română (previsto)